# Рыбичка, Антонин
Франтишек Антонин Рыбичка (псевдоним — Скутечский) (чеш. Antonín František Rybička; 30 октября 1812, Скутеч, Богемия, Австрийская империя (ныне района Хрудим Пардубицкого края, Чехии) — 25 января 1899, Вена) — чешский историк, архивист, геральдист,
действительный член Чешской академии наук и искусств.

## Биография
Родился в семье купца и члена городского магистрата. Отец скупал старые книги, документы, монеты и другие предметы антиквариата, особенно, литературу периода чешского национального возрождения. Живой пример отца и патриотическое воспитание повлияли на будущее сына.
После окончания гимназии, два года изучал философию в Литомышле.
В 1838 окончил юридический факультет Карлова университета в Праге. С 1840 года — чиновник хрудимского магистрата.
В 1836—1845 — активный участник патриотического объединения «Stalco» по изучению и поддержке издания новых чешских книг.
С 1848 работал чиновником в судебной системе Вены, позже стал членом коллегии Верховного суда.
Был принят в Королевскую Богемскую академию наук, словесности и искусств императора Франца-Иосифа. Член-корреспондент Королевского чешского общества наук, Музейного общества чешского королевства, моравского фонда и других .
Занимался вопросами права и истории. Работая с архивами, обнаружил и впоследствии переписал с оригинала «Историю Хрудимскую».
Одним из первых в Чехии стал заниматься изучением геральдики, используя при этом знания исторических источников, и придал своей работе статус научной дисциплины.
За свою деятельность был награждён австрийским орденом Франца-Иосифа и орденом Железной Короны III класса.
Литературное наследие Рыбички широко и разнообразно. Практически всю свою жизнь он посвятил истории культуры в самом широком смысле, истории литературы, истории права и искусства, исторической топография, генеалогии и геральдике.
Опубликовал за 1859—1874 гг., в общей сложности, 10 монографий, 600 статей и около 1100 заметок для энциклопедии «Riegrův slovník naučný»

## Избранные труды
- Zivot a pusobeni Vaclava Mateje Krameriusa (1859)
- O erbích, pečetích a znacích stavu kněžského v Čechách (1862)
- Josef Vlastimil Kamarýt (1867)
- Královéhradecké rodiny erbovní (1873)
- O českém zvonařství 1886
- Přední křisitelé národa českého: boje a usilování o právo jazyka českého začátkem přítomného století (1889)
- Ludmila Jiřincová: soupis grafického díla.